# Jnana yoga

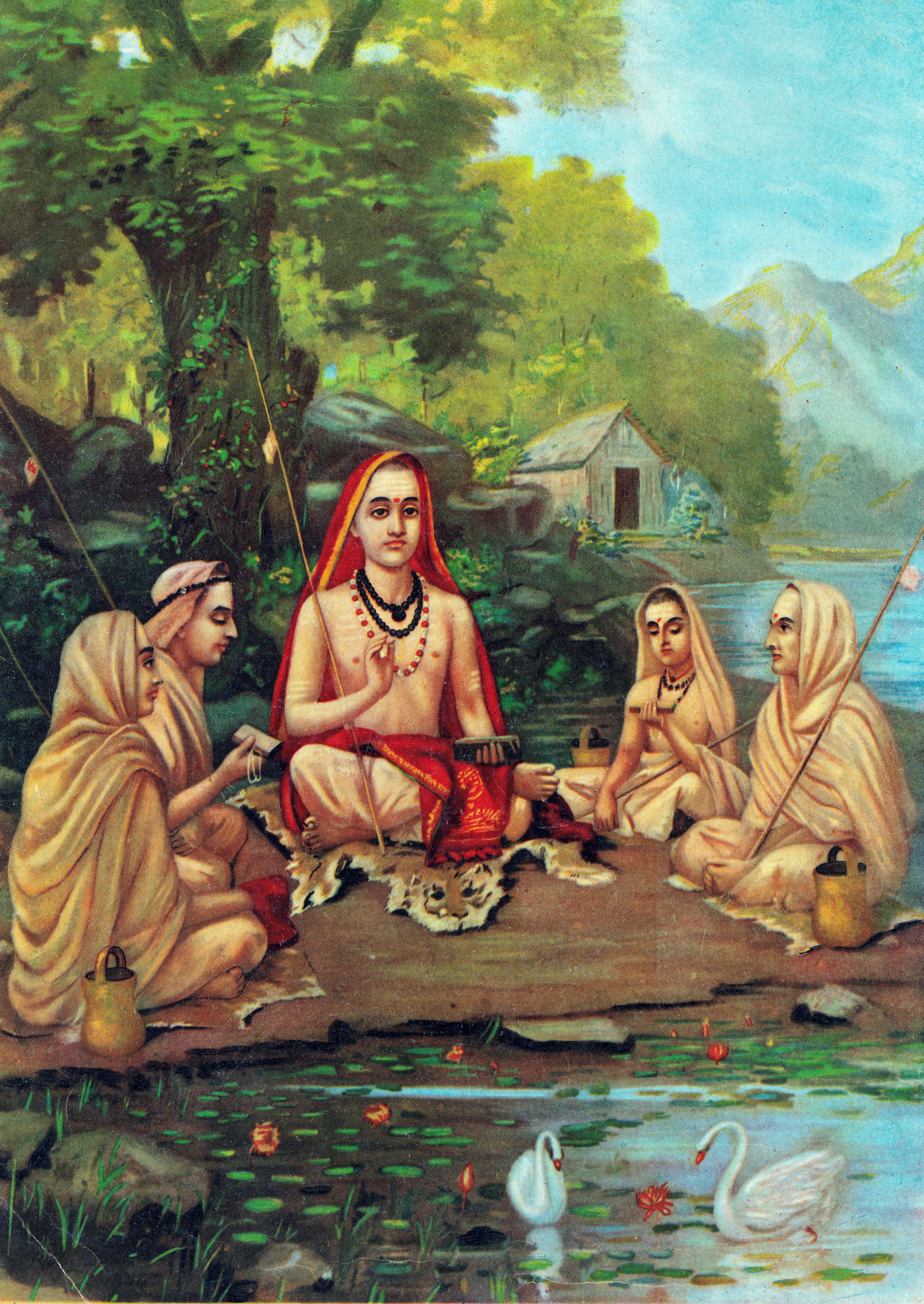
Adi Shankara cu discipolii, de Raja Ravi Varma (2000), propovăduind filosofia Advaita

Jnana yoga, cunoscută și sub numele de jñāna mārga, este una dintre cele trei căi clasice (margas) pentru moksha (eliberare) în hinduism, care subliniază „calea cunoașterii”, cunoscută și sub numele de „ calea realizării de sine”.  Celelalte două sunt karma yoga (calea acțiunii, karma-mārga) și bhakti yoga (calea devotamentului iubitor față de un zeu personal, bhakti-mārga). Interpretările moderne ale textelor hinduse au produs sisteme, tehnici și formulări precum raja yoga și kriya yoga.
Jnana yoga este o practică spirituală care urmărește cunoașterea cu întrebări precum „cine sunt eu, ce sunt eu”, printre altele. Practicianul studiază, de obicei, cu ajutorul unui guru, meditează, reflectă și ajunge la perspective eliberatoare asupra naturii propriului Sine (Atman, suflet) și a relației sale cu conceptul metafizic numit Brahman în hinduism. Ideile jñāna-mārga sunt discutate în scripturile și textele hinduse ale epocii antice și medievale, cum ar fi Upanișadele și Bhagavad Gita.

## Etimologie
Jnana, uneori transcrisă ca gyaan, înseamnă „cunoaștere” în sanscrită. Rădăcina jñā- este înrudit cu limba engleza know, precum și cu greaca γνώ- (ca în γνῶσις  gnoză). Antonimul său este „ajñāna”, „ignoranță”.

## Definiție
Jnana este cunoașterea, care se referă la orice eveniment cognitiv care este corect și adevărat în timp. Se referă în special la cunoașterea inseparabilă de experiența totală a obiectului său, în special despre realitate (școli non-teiste) sau ființă supremă (școli teiste).  În hinduism, cunoașterea este cea care dă Moksha, sau eliberarea spirituală în viață (jivanmukti) sau după moarte (videhamukti). Pentru Bimal Matilal, jnana yoga în Advaita Vedanta implică atât sensul primar, cât și cel secundar al înțelesului său, adică „conștiința de sine, conștientizarea” în sens absolut și, respectiv, „înțelegerea intelectuală” în sens relativ.
Conform lui Jones și Ryan, jnana în contextul jnana yoga  este mai bine înțeleasă ca „realizare sau gnoză”, referindu-se la o „cale de studiu” în care se cunoaște unitatea dintre sine și realitatea ultimă numită Brahman în Hinduism. Această explicație se găsește în vechile Upanișade și în Bhagavad Gita.
Jnana yoga este calea către atingerea jnana. Este unul dintre cele trei tipuri clasice de yoga menționate în filozofiile hinduse, celelalte două fiind karma yoga și bhakti. În clasificările moderne, yoga clasică, fiind numită raja yoga, este menționată ca a patra, o extensie introdusă de Swami Vivekananda.
Dintre cele trei căi diferite către eliberare, „jnana marga” și „karma marga” sunt cele mai vechi, urmăribile în literatura din epoca vedică. Toate cele trei căi sunt disponibile oricărui căutător, alese pe baza înclinației, aptitudinilor și preferințelor personale, și, de obicei, elementele tuturor celor trei sunt practicate în diferite grade de mulți hinduși.